# Codrii naturreservat
Codrii naturreservat är ett naturreservat i Moldavien. Det ligger i den centrala delen av landet och ingår i Orhei nationalpark. Codrii naturreservat ligger 184 meter över havet.
Terrängen i Codrii naturreservat är platt åt sydost, men åt nordväst är den kuperad.  Närmaste större samhälle är Orhei, 17,0 km nordost om Codrii naturreservat. I Codrii naturreservat finns främst blandskog.